# Lesklecovití
Lesklecovití (Monotomidae) je čeleď brouků z nadčeledi Cucujoidea. V současné době je známo asi 250 druhů ve 3 rodech a 2 podčeledích.

## Taxonomie
- Podčeleď Monotominae
  - Rod Monotoma Herbst, 1793
    - Monotoma conicicollis Aubé, 1837
    - Monotoma angusticollis (Gyllenhal, 1827)
    - Monotoma spinicollis Aube, 1837
    - Monotoma picipes Herbst, 1793
    - Monotoma brevicollis Aubé, 1837
    - Monotoma testacea Motschulsky, 1845
    - Monotoma longicollis (Gyllenhal, 1827)
- Podčeleď Rhizophaginae
  - Rod Rhizophagus Herbst, 1793
    - Rhizophagus (Cyanostolus) aeneus (Richter, 1820)
    - Rhizophagus (Anomophagus) cribratus Gyllenhal, 1827
    - Rhizophagus (Eurhizophagus) grandis Gyllenhal, 1827
    - Rhizophagus (Eurhizophagus) depressus (Fabricius, 1792)
    - Rhizophagus (Rhizophagus) ferrugineus (Paykull, 1800)
    - Rhizophagus (Rhizophagus) parallelocollis Gyllenhal, 1827
    - Rhizophagus (Rhizophagus) perforatus Erichson, 1845
    - Rhizophagus (Rhizophagus) picipes (Olivier, 1790)
    - Rhizophagus (Rhizophagus) dispar (Paykull, 1800)
    - Rhizophagus (Rhizophagus) bipustulatus (Fabricius, 1792)
    - Rhizophagus (Rhizophagus) nitidulus (Fabricius, 1798)
    - Rhizophagus (Rhizophagus) parvulus (Paykull, 1800)

  - Rod Europs
    - Europs duplicatus Wollaston, 1862
    - Europs impressicollis Wollaston, 1854